# Prix littéraire Canada-Communauté française de Belgique
Pour des articles plus généraux, voir Communauté française de Belgique et Conseil des Arts du Canada.
Le prix littéraire Canada-Communauté française de Belgique était un prix littéraire remis annuellement, conjointement par le gouvernement de Belgique et par le ministère des Affaires étrangères du Canada. Il était organisé par la Communauté française de Belgique (Service des Lettres et C.G.R.I.) et le Conseil des Arts du Canada.
Le prix était remis en alternance à un Belge et à un Canadien de langue française.

## Lauréats
- 1971 - Géo Norge
- 1972 - Gaston Miron
- 1973 - Suzanne Lilar
- 1974 - Réjean Ducharme
- 1975 - Pierre Mertens
- 1976 - Marie-Claire Blais
- 1977 - Marcel Moreau
- 1978 - Jacques Godbout
- 1979 - Hubert Juin
- 1980 - Victor-Lévy Beaulieu
- 1981 - Jacques-Gérard Linze
- 1982 - François Charron
- 1983 - Claire Lejeune
- 1984 - Jacques Poulin
- 1985 - Eugène Savitzkaya
- 1986 - Aucun lauréat
- 1987 - Aucun lauréat
- 1988 - Anne Hébert
- 1989 - Werner Lambersy
- 1990 - André Major
- 1991 - Aucun lauréat
- 1992 - Henry Bauchau
- 1993 - Aucun lauréat
- 1994 - Pierre Vadeboncœur
- 1995 - Jean-Philippe Toussaint